# Manuel Vaessen
Manuel Vaessen (* 26. Juni 1957 in Berlin) ist ein deutscher Schauspieler und Synchronsprecher.

## Leben
Manuel Vaessen wurde am 26. Juni 1957 als Sohn des Schauspielers und Synchronsprechers Eric Vaessen geboren. Schon 1981 bekam er seine erste Synchronrolle, er synchronisierte Gary Fung als Tommy in Das Söldnerkommando. Jedoch wurde Vaessen erst durch die Synchronisation von Patrick Swayze als Orry Main in Fackeln im Sturm bekannt. Heute ist Vaessen als Theaterschauspieler aktiv (Stand: 2019).
Vaessen ist unverheiratet und hat einen Sohn. Neben Deutsch spricht er auch fließend Englisch, Französisch, Italienisch und Spanisch.

## Synchronrollen (Auswahl)

### Filme
- 1985: J. J. Cohen als Skinhead in Zurück in die Zukunft
- 1988: Antonio Banderas als Carlos in Frauen am Rande des Nervenzusammenbruchs
- 1991: Weird Al Yankovic als Gangster in der Polizeistation in Die nackte Kanone 2½
- 1994: als Polizist in MacGyver – Endstation Hölle
- 2000: David Hayter als Polizist in X-Men
- 2009: Patrick Swayze als Velvet Larry in Powder Blue
- 2018: Ujjwal Chopra als Gora Singh in Padmaavat
- 2020: Christian Sinniger als Morille in Plötzlich aufs Land – Eine Tierärztin im Burgund

### Serien
- 1959–1973: verschiedene Figuren in Bonanza
- 1981–1989: verschiedene Figuren in Der Denver-Clan
- 1983–1987: verschiedene Figuren in Das A-Team
- 1983–1986: verschiedene Figuren in Trio mit vier Fäusten
- 1985–1986: Patrick Swayze als Orry Main in Fackeln im Sturm
- 1986–1995: verschiedene Figuren in Matlock
- 1987–1994: verschiedene Figuren in Raumschiff Enterprise – Das nächste Jahrhundert
- 1993–2001: verschiedene Figuren in Diagnose: Mord
- 1994–2004: James Michael Tyler als Gunther in Friends

## Hörspiele (Auswahl)
- 1981: Michael Koser: Professor van Dusen ermittelt (Folge 20: Hatch will heiraten) – Regie: Rainer Clute (RIAS)
- 1988: Gert Loschütz: Ballade vom Tag, der nicht vorüber ist – Regie: Norbert Schaeffer (SDR/NDR/WDR)
- 1990: Detlef Michel: Der letzte Wähler – Regie: Bärbel Jarchow-Frey (RIAS)